# Иркутско-Черемховска равнина
Ирку̀тско-Черемхо̀вската равнина (на руски: Иркутско-Черемховская равнина) е предпланинска равнина, простираща се на североизток от планината Източни Саяни, разположена в южната част на Иркутска област, Русия. На север и северозапад е ограничена от Ангарското възвишение, а на североизток – от Лено-Ангарското плато.
Представлява крайно понижение на Средносибирското плато с характерен хълмисто-долинен релеф. Плоските вододелни гърбици имат надморска височина 550 – 650 m. На северозапад в района на град Тулун височината нараства до 650 – 720 m, близо до планината пада до 500 – 520 m, а по долините на реките е още по-ниско – 400 – 420 m.
Изградена е от седиментни наслаги, сред които широко разпространение имат пясъчниците, алевролитите и аргилитите и по-рядко варовиците. Отводнява се от множеството леви притоци на река Ангара (Иркут, Китой, Белая, Ока, Ия и др.). Почвите са ливадноподзолисти, ливаднокарбонатни, ливадни горски, сиви горски и черноземни. Върху тях са разпространени гори от бор, лиственица, осика и бреза и обширни лесостепни пространства.

## Топографска карта
- N-48-В, М 1:500 000[4]